# Robert C. Merton
Robert C. Merton (Nova Iorque, 31 de julho de 1944) é um economista estadunidense.
Filho de Robert King Merton. Sua mãe descende de uma tradicional família metodista de Nova Jérsei.
Publicou o artigo Theory of Rational Option Pricing em 1973. Dividiu com Myron Scholes o Prémio de Ciências Económicas em Memória de Alfred Nobel em 1997, pelos seus estudos sobre o mercado de ações, em particular no desenvolvimento da fórmula de Black-Scholes (em que Black é o economista Fischer Black, já falecido no momento da premiação).
Ele é filho de Robert K. Merton. Robert C. Merton nasceu na cidade de Nova Iorque, estuda na Universidade de Colúmbia e em 1966 forma-se em engenharia matemática. Quatro anos depois obtém o título de doutor em economia pelo Instituto de Tecnologia de Massachusetts (MIT). Entre 1970 e 1988 trabalha como professor da área financeira do MIT. Nesse período entra em contato com os economistas Myron Scholes e Fischer Black, que acabam de publicar a fórmula conhecida como Black-Scholes, posteriormente aperfeiçoada por Merton.
A fórmula é usada até hoje por operadores e investidores, em todo o mundo, para estimar a volatilidade das ações nos mercados financeiros. Em 1986 assume o cargo de presidente da Associação Financeira Americana. Premiado por instituições financeiras e de pesquisa de diversas partes do mundo, é eleito membro da Academia Nacional de Ciências dos Estados Unidos em 1993.
Três anos depois, recebe o título de doutor honoris causa da Universidade de Lausanne, na Suíça, e em 1997 torna-se doutor honorário da Universidade de Paris. Foi professor da Universidade de Harvard entre 1988 e 2010. Atualmente Robert C. Merton é professor de finanças no MIT e pesquisador residente na Dimensional Fund Advisors.

## Obras
- Robert Merton, Zvi Bodie: Finance, New Jersey: Prentice-Hall (1998)
- R. Merton, D. Crane, K. Froot, S. Mason, A. Perold, Z. Bodie, E. Sirri, and P. Tufano: The Global Financial System: A Functional Perspective, Boston: Harvard Business School Press (1995)